# Trachelismus macrostylus
Trachelismus macrostylus là một loài bọ cánh cứng trong họ Attelabidae. Loài này được Motschulsky miêu tả khoa học năm 1861.